# Aethriamanta gracilis
Aethriamanta gracilis – gatunek ważki z rodziny ważkowatych (Libellulidae).